# Tony Breitscheid
Tony Breitscheid, geb. Drevermann (geboren 19. April 1878 in Auhammer bei Battenberg (Eder); gestorben August 1968) war eine deutsche Frauenrechtlerin und Politikerin.

## Leben und Wirken
Tony Breitscheid war die Tochter des Fabrikanten Ernst Bernhard Drevermann und seiner Ehefrau Emilie geb. Funke und jüngere Schwester des Paläontologen Fritz Ernst Drevermann. 1901 heiratete sie in Battenberg den liberalen Politiker Rudolf Breitscheid, ein Gründungsmitglied der linksliberalen Demokratischen Vereinigung. Im gleichen Jahr begann Tony Breitscheid sich für die Frauenbewegung zu engagieren, wobei sie bis 1912 eng mit Minna Cauer zusammenarbeitete. Breitscheid und Cauer standen an der Spitze des Preußischen Landesvereins für Frauenstimmrecht und vertraten dort eine radikal-demokratische Position in der deutschen Frauenstimmrechtsbewegung. Das bedeutete, dass sie für das gleiche, direkte und geheime Wahlrecht von Männern und Frauen eintraten. Als 1912 beim Richtungsstreit im Deutschen Verband für Frauenstimmrecht die konservative Richtung die Oberhand gewann, trat Breitscheid wie viele radikale Frauenrechtlerinnen aus Protest aus.
1912 wurden Tony und Rudolf Breitscheid Mitglieder der Sozialdemokratischen Partei. Tony Breitscheid engagierte sich nun in der sozialdemokratischen Frauenbewegung. Während des Krieges trat das Ehepaar zur Unabhängigen Sozialdemokratischen Partei Deutschlands (USPD) über. Tony Breitscheid schrieb regelmäßig für Der Sozialist, eine von 1918 bis 1922 unter der Chefredaktion ihres Mannes herausgegebene, wöchentlich erscheinende Theoriezeitschrift der USPD, die aus der ebenfalls von ihrem Mann herausgegebenen zwischen 1916 und 1918 erschienenen Zeitschrift Sozialistische Auslandspolitik hervorgegangen war, einem pazifistischen Organ der Burgfriedenspolitik-Gegner in der SPD, dann ab 1917 der USPD.
Während der Weimarer Republik war das Ehepaar in der SPD und der pazifistischen Bewegung aktiv. Nach der Machtübernahme ging es ins Exil nach Frankreich. Ende 1941 wurden die Eheleute von der französischen Polizei an die Nazis ausgeliefert. 1942 kamen Tony und Rudolf Breitscheid in das KZ Sachsenhausen und von dort im September 1943 in das KZ Buchenwald. Tony Breitscheid überlebte das Konzentrationslager. Nach dem Luftangriff am 24. August 1944 wurde sie aus den Trümmern der Baracke gerettet, in der sie u. a. mit ihrem Mann und der Prinzessin Mafalda von Hessen, die beide ums Leben kamen, gelebt hatte.
Nach dem Ende des Zweiten Weltkrieges zog Tony Breitscheid zu ihrem Sohn nach Kopenhagen.

## Schriften
- Die Notwendigkeit der Forderung des allgemeinen, gleichen, direkten, geheimen Wahlrechts, in Schriften des Preußischen Landesvereines für Frauenstimmrecht, Bd. 4. Berlin, 1909[10]